# Celyphus violaceus
Celyphus violaceus är en tvåvingeart som först beskrevs av Chen 1949.  Celyphus violaceus ingår i släktet Celyphus och familjen Celyphidae.
Artens utbredningsområde är Vietnam. Inga underarter finns listade i Catalogue of Life.